# 新治県
新治県（にいはりけん）は、1871年12月25日から1875年5月7日まで、日本の太平洋沿岸に存続した県の一つ。現在の茨城県南部と千葉県東部に当たる。県庁所在地は土浦町。古代の新治国や律令制下の新治郡とは別の領域。

## 特徴
水郷・霞ヶ浦周辺・筑波山麓を範囲とする県である。武神で有名な鹿島神宮と香取神宮、筑波山を範囲に収めており、また銚子や筑波山麓といった醤油の産地も立地している。

## 沿革
- 1871年12月25日（明治4年旧暦11月14日） - 第1次府県統合により、常陸国麻生県、石岡県、土浦県、志筑県、牛久県、若森県、松川県、龍崎県、下総国多古県、小見川県、高岡県が統合され、利根川を跨ぐ新治県が設置された。県庁は新治郡の土浦城本丸御殿に立地した。
- 1875年（明治8年）5月7日 - 第2次府県統合により、新治県は利根川を境に分割され、利根川以北は茨城県に編入され、利根川以南は千葉県に編入された。

## 管轄地域
- 常陸国
  - 鹿島郡
  - 行方郡
  - 新治郡
  - 筑波郡
  - 信太郡
  - 河内郡
- 下総国
  - 香取郡
  - 海上郡
  - 匝瑳郡

## 歴代知事
- 1871年（明治4年）11月14日 - 1872年（明治5年）1月20日 ： 権令・池田種徳（前若森県権知事、元広島藩士）
- 1872年（明治5年）1月20日 - 1872年（明治6年）5月29日 ： 不在
- 1872年（明治5年）5月29日 - 1873年（明治6年）11月24日 ： 参事・中山信安（元幕臣）
- 1873年（明治6年）11月24日 - 1875年（明治8年）5月7日 ： 権令・中山信安（前新治県参事）